# Большой Кристап (скульптура)
Большо́й Кри́стап (латыш. Lielais Kristaps) — мифологизированный образ христианской религиозной традиции в Риге. Восходит к личности священномученика Христофора Ликийского, ставшего впоследствии персонажем религиозных преданий и легенд, сюжет которых получил широкое распространение в западноевропейской и славянской литературе.
В настоящее время на набережной Даугавы напротив Рижского замка, в витрине из бронированного стекла располагается копия скульптуры XVI века, изготовленная скульптором Гинтсом Упитисом в 2001 году, к 800-летию Риги. Подлинная восстановленная скульптура хранится в Музее истории Риги и мореходства.

## Характеристика
Большой Кристап представляет собой деревянную скульптуру мужчины очень высокого роста с маленьким мальчиком на плече; в одной руке он держит весло, а в другой — небольшой светильник, посредством которого он, являясь перевозчиком, освещает себе путь по реке, через которую он, по условиям своего долговременного служения на благо людям, переправлял всех желающих. На протяжении долгого времени святой Христофор считался покровителем цехов лоцманов, плотовщиков, носильщиков и перевозчиков. Его традиционно почитали в ганзейской Риге как верховного попечителя всех переправ и мостов. Особенно благоговейным отношение к Христофору было со стороны носильщиков и плотовщиков.

## Второе чудо Риги
Предположительно в первой четверти XVI века неизвестными рижскими мастерами была изготовлена деревянная скульптура святого Христофора, выполненная в подчёркнуто ярких цветах. Тогда и зародилась своеобразная полурифмованная поговорка, с помощью которой можно было ёмко и эффектно охарактеризовать Ригу для так называемого бродячего подмастерья (нем. Wagabundsmeister), который, в соответствии с отдельными пунктами различных цеховых уставов, для получения звания мастера должен был не только создать «шедевр» (нем. Meisterstück), но и посетить несколько городов, входивших в состав Ганзейского союза (куда входила и Рига). Согласно этой поговорке, Рига традиционно отличалась тремя диковинками, к которым причисляли «мост, что на воде лежит, великан, что у ворот стоит, и колокол, что снаружи башни висит». Под первой «диковинкой» понималась одна из главных переправ через Даугаву, которая соединяла Старый город с левым берегом реки. Под третьей — колокол Святого Власия, прикреплённый, что необычно, снаружи к башне рижской Яковлевской церкви: он был подвешен на одной из граней шатра, под киверком (прикрытием наподобие козырька) и выполнял функцию главного городского «колокола тревоги». Второй ганзейской диковинкой Риги — «великаном, что у ворот стоит» — числилась скульптура Большого Кристапа, первоначальное местоположение которой, однако, неизвестно: «у ворот» она оказалась позднее.

## Местоположение
В XVIII веке приведённая выше поговорка приобрела окончательный вид, поскольку статуя Кристапа была установлена у главных Карловых ворот. Возле Карлова равелина располагалось подворье, где проживали представители братства лоцманов и перевозчиков; они именовали себя Losträger.
В 1861 году статую Большого Кристапа переместили в маленькое дощатое строение на берегу Даугавы, в самом начале Московской улицы. Этот участок располагался в непосредственной близости от помещений госпиталя Святого Георгия, одного из самых значимых центров городской благотворительности. Рядом со стеклянным покрытием, защищавшим статую Кристапа от непогоды, располагалась большая деревянная кружка для пожертвований, которые передавались в Георгиевский госпиталь. Крупные пожертвования обычно оставляли члены рижского братства перевозчиков, а также гостевые перевозчики, которые благодарили святого за благополучное преодоление опасных даугавских порогов.

## Поверья и обряды
Жёны и невесты мореплавателей, лоцманов и плотовщиков приносили Кристапу в знак благодарности и для охранения мужей и женихов свои личные украшения: тесёмки, бусы, ленты, ожерелья. Сразу после попадания в жертвенную кружку эти предметы почитались жителями Риги в качестве особо священных амулетов и оберегов, обладавших исцеляющими свойствами. Некоторое количество этих амулетов хранится в Музее истории Риги и мореходства. В кружке порой попадались посеребрённые и покрытые бронзой изваяния рук и ног — также в целях достижения оздоровительного эффекта требовалось сделать скульптурное изображение больной конечности из драгоценного металла и бросить в кружку при статуе, что должно было принести исцеление. Часто у скульптуры (или даже вокруг неё) можно было обнаружить множество крашеных пасхальных яиц; в декабре и весной его руки и ноги были обильно увиты праздничными рождественскими и масленичными гирляндами. Благодарные рижане регулярно зажигали перед скульптурой свечи в связи с наступлением Дня памяти святого Христофора или других религиозных или светских праздников, имевших отношение к Риге, её истории и её жителям (Умуркумурс, Вастлавьи).
Именно перед скульптурным ликом Святого Кристапа маленькие рижане на протяжении практически всего восемнадцатого и девятнадцатого века давали обещание хорошо себя вести, быть прилежными, честными и хорошо учиться. Эта традиция также сложилась спонтанно, так что можно подчеркнуть, что именно Кристап был тем рижским святым, который принимал от подрастающего поколения клятвенные уверения в хорошем поведении.
В конце XIX века студенты-выпускники Рижского Политехникума основали хулиганскую «традицию» оставлять церемониальные посвящения-пожелания на стеклянной будке и даже на самом деревянном теле Большого Кристапа, с чем городовым приходилось усердно бороться на начальном этапе, когда эта традиция только зарождалась. Считалось, что этот поступок принесёт удачу студенту, вступающему во взрослую жизнь. Вплоть до Первой мировой войны в сводках регулярно проскальзывали сообщения о том, что гулявшие гимназисты и студенты увозили статую из стеклянного домика, нанимая для этого извозчиков. Также зародилась традиция украшать голову Кристапа дубовыми венками в Янов день, к чему не все относились положительно.
В ходе военных действий, продолжавшихся вокруг Риги и в самом городе с перерывами с 1917 по 1919 год, сама статуя практически не пострадала, но стеклянная будка и деревянная изгородь оказались сломаны. В начале 1920-х изгородь рухнула, и её убрали. Такая «открытость» памятника грозила его полной утратой, и в 1923 году было принято решение перенести статую Большого Кристапа в галерею Домского собора, а после восстановления — в Музей истории Риги и мореходства, где она хранится и по сей день.